# سازمان مرکزی تعاون روستایی ایران
سازمان مرکزی تعاون روستایی ایران یکی از سازمان‌های زیر مجموعه وزارت جهاد کشاورزی است که  در سال ۱۳۴۲ با ماهیت شرکت سهامی دولتی ( ۷۸.۲ درصد سهم دولت و ۲۱.۸ درصد سهم تعاونی‌های روستایی و کشاورزی) و به صورت نامحدود تأسیس شد و اساسنامه آن در سال ۱۳۴۸ به تصویب کمیسیون‌های مجلس سابق رسید و شکل قانونی به خود گرفت و هیأت دولت مأمور اجرای آن گردید.
با توجه به مفاد و مواد اساسنامه قانونی این سازمان، وظیفه توسعه روستایی و توسعه کشاورزی از طریق تعاونی‌ها و تشکل‌ها بر عهده این سازمان قرار گرفته است.

## تاریخچه
در سال ۱۳۳۲ اولین قانون تعاونی ایران که با الهام گرفتن از قوانین خاص دیگر کشورها تهیه شده بود، به صورت لایحه قانونی به تصویب رسید.
در سال ۱۳۳۴ لایحه مزبور با اصلاحاتی از تصویب مجلس وقت گذشت و اولین قانون تعاون ایران تصویب شد که پایه و اساس تعاونی‌های زیادی بخصوص بعد از سال ۱۳۴۱ قرار گرفت در سال ۱۳۴۱ بر اساس تبصره ۲ ماده ۱۶۵ قانون مربوط به اصلاحات ارضی رژیم گذشته، کشاورزانی که زمین دریافت می‌داشتند ناچار بودند، قبلاً عضویت شرکت تعاونی روستائی را بپذیرند به این ترتیب در مدت کوتاهی بیش از ۸ هزار شرکت تعاونی روستایی تشکیل گردید که بعداً در هم ادغام شده و حدود سه هزار شرکت رابوجود آوردند .
در سال ۱۳۴۲ برای حمایت از تعاونی‌ها سازمان مرکزی تعاون روستایی ایران به تصویب رسید که هدف اصلی این سازمان کمک به پیشرفت نهضت تعاون در مناطق روستائی و کمک اعتباری به اجرای برنامه‌هائی بود که اتحادیه و شرکت‌های تعاونی روستائی مستقیماً با کمک سازمان عمران منطقه‌ای مربوطه به منظور بهره‌برداری کامل از عوامل کشاورزی داشتند .
در بیست و سوم اردیبهشت ماه سال ۱۳۴۶ سازمان مرکزی تعاون کشور به منظور تفهیم اصول تعاون و تعمیم آن در سراسر کشور و نیز تهیه قوانین لازم و ایجاد امکانات مناسب برای تعاونی‌ها به وجود امده وزیر نظر نخست وزیری قرار گرفت . اولین اقدام این سازمان مطالعه و تحقیق تطبیقی در قوانین تعاونی سایر کشورهای جهان و تنظیم قانون جامعی برای شرکت‌های تعاونی بود .
در بیست سوم اسفند ماه ۱۳۴۹ بمنظور توسعه امور. تعاونی کشور وبسط مفاهیم آن آشنایی مردم با اصول و قواعد و تعلیمات تعاونی فراهم نمودن تدریجی موجبات همکاری افراد و تجمع و تمرکز سرمایه‌های کوچک و توسعه منابع اعتباری و بسط سازمان‌های تعاونی کشور، قوه مقننه وزارت تعاون و امور روستاها را تأسیس نمود . پس از مطالعه و تحقیق تطبیقی در قوانین تعاونی سایر کشورهای جهان، سرانجام در شانزدهم خرداد ماه ۱۳۵۰ قانون شرکت‌های تعاونی در ۲۵ فصل و ۱۴۹ ماده به تصویب رسید .ومقرر شد که این قانون به مدت پنجسال به صورت آزمایشی اجرا شود
اساسنامهٔ سازمان در سال ۱۳۴۸ به تصویب کمیسیون‌های دو مجلس رسید.

## ارکان سازمان
ارکان سازمان شامل مجمع عمومی، شوری، هیئت مدیره و بازرسان می‌باشد که وزیر جهاد کشاورزی ریاست جلسات مجمع عمومی را برعهده دارد. مدیرعامل سازمان، رئیس هیئت مدیره نیز محسوب می‌شود.

## ساختار داخلی
این سازمان دارای سه معاونت با نام‌های زیر می‌باشد:
- معاونت توسعه تعاونی‌ها، تشکل‌ها و نظام‌های بهره‌برداری
- معاونت فنی و بازرگانی
- معاونت توسعه مدیریت و منابع

## زیرمجموعه‌ها
- مدیریت تعاون روستایی استان‌ها
- اتحادیه مرکزی تعاونیهای روستایی و کشاورزی ایران
- اتحادیه مرکزی نظارت و هماهنگی تعاونیهای کشاورزی ایران
- اتحادیه مرکزی شرکتهای تعاونیهای تولید روستایی کشور
- اتحادیه مرکزی تعاونیهای کشاورزی دامداران ایران
- اتحادیه سراسری تعاونیهای کشاورزی باغداران ایران
- اتحادیه سراسری زنبورداران ایران زمین
- شرکت بازرگانی تعاونیهای کشاورزی ایران (بتکا)
- اتحادیه مرکزی تعاونیهای کشاورزی دام سبک کشور
- اتحادیه مرکزی مرغداران تخمگذار میهن
- اتحادیه  مرکزی ماهیان سردابی
- اتحادیه بین المللی کشاورزی تخصصی گیاهان دارویی
- مجمع ملی خبرگان کشاورزی کشور
- اتاق اصناق کشاورزی
- سمن ها و انجمن های تخصصی

سایر تشکلها: (سازمان‌های غیردولتی، انجمن‌های تخصصی و محصولی و ... )